# Paolo Ciavatta
Paolo Ciavatta (Nereto, 6 november 1984) is een Italiaans wielrenner die anno 2015 rijdt voor D'Amico Bottecchia. Ciavatta werd in 2010 prof bij Acqua & Sapone-D'Angelo & Antenucci.

## Overwinningen
2009
Giro Ciclistico del Cigno
2014
Bergklassement Ronde van Castilië en León

## Resultaten in voornaamste wedstrijden
| Jaar | Milaan-San Remo | Ronde van Lombardije |
| ---- | --------------- | -------------------- |
| 2010 |                 | opgave               |
| 2011 | opgave          | opgave               |
| 2012 | opgave          | opgave               |

## Ploegen
- 2009 ·  Acqua & Sapone-Caffè Mokambo (stagiair vanaf 1-8)
- 2010 ·  Acqua & Sapone-D'Angelo & Antenucci
- 2011 ·  Acqua & Sapone
- 2012 ·  Acqua & Sapone
- 2014 ·  Area Zero Pro Team
- 2015 ·  D'Amico Bottecchia